# Єнісейська (печера)
Єнісейська — печера у Ґудаутському муніципалітеті Абхазької Автономної Республіки Грузії..

## Розташування
Печера знаходиться на Бзибському хребті.
Довжина — 260 м, глибина — 102 м, площа — 620 м², об'єм — 1360 м³.

## Труднощі проходження печери
Категорія складності 2А.

## Опис печери
Вхід розміром 2×0,5 м розташований в середині скельного оголення. Через 3 м починається крутопохила тріщина, через яку треба пройти на розпорах понад 50 м. Потім ідуть камнепадні колодязі 19 і 36 м, різке звуження і калібрування приводить до схилу 37 м. У стінах і на дні останнього колодязя наявні ходи, що приводять до тупикових камер на глибині −97 і −102 м.
Печера закладена у верхньоюрських вапняках.

## Історія дослідження
Виявлена експедицією красноярських спелеологів у 1982 р. і пройдена до глибини −55 м (кер. Ю.Корначев). Удруге обстежувалася в 1983 р. (кер. О. Дворяшина).